# Luhuo
Luhuo, tidigare stavat Luho, är ett härad i den tibetanska autonoma prefekturen Garzê i Sichuan-provinsen i sydvästra Kina.